# Bill Wheatley
William John «Bill» Wheatley (Gypsum, Kansas, 5 de julio de 1909 - El Cerrito, California, 5 de febrero de 1992) fue un  jugador de baloncesto estadounidense. Con 1,88 m de estatura, su puesto natural en la cancha era el de escolta. Fue campeón olímpico con Estados Unidos en los Juegos Olímpicos de Berlín de 1936.